# ويليام إس. كينغ
ويليام إس. كينغ (بالإنجليزية: William S. King)‏ هو سياسي أمريكي، ولد في 16 ديسمبر 1828، وتوفي في 24 فبراير 1900 في منيابولس في الولايات المتحدة. حزبياً، نشط في الحزب الجمهوري. وقد انتخب عضو مجلس النواب الأمريكي عن دائرة Minnesota's 3rd congressional district ‏ (4 مارس 1875 – 3 مارس 1877).